# Пустињска шумска сова
Пустињска шумска сова (лат. Strix hadorami), раније позната као Хјумова сова, врста је птице која припада фамилији правих сова. У блиском је сродству са знатно распростањенијом шумском совом, као и са оманском совом, врстом која има знатно мањи ареал. Ова врста се гнезди у Израелу, североисточном Египту, Јордану и на Арабијском полуострву. Насељава пустињска и полупустињска подручја и стеновите клисуре. Гнездо прави у пукотинама и рупама у клифовима. Исхрана ове сове састоји се углавном од волухарица, мишева и великих инсеката.
Пустињска шумска сова је безуха сова средње величине, мања од шумске сове. У висину може да нарасте од 29 до 33 центиметара. Углавном је ноћна и седентерна животиња. Њено здепасто тело и округла глава подсећају мало на шумску сову, али јој је перје светлије и мање пругасто, посебно на доњим деловима тела, а има и жуте очи, за разлику од шумске сове, која има очи тамне браон боје.

## Таксономија
Године 1878, британски орнитолог Алан Хјум описао је нову врсту сове на основу примерка који је добио са територије данашњег Пакистана. Врста је названа Asio butleri (касније рекласификована у Strix butleri) у част Едварда Батлера — Хјумовог познаника који му је послао примерак. Убрзо након тога у орнитолошком часопису Stray Feathers појавило се писмо природњака Хенрија Тристрама, у коме је он навео да је кожа (перје) сличне сове са планине Синај у његовом поседу већ десет година. Од тог тренутка, примерци које су имали Хјум и Тристрам сматрани су истом врстом.
Касније се испоставило да су сове из врсте коју је Хјум описао веома ретке, с обзиром да је прошло око 70 година од Хјумовог описивања врсте до прве следеће опсервације другог примерка (на Арабијском полуострву). Од тада па надаље, готово сва запажања врсте била су повезана са државама Средњег истока, укључујући и афрички део Египта и острво Сокотра у Индијском океану. Са друге стране, од описивања врсте ниједан примерак није био забележен у Пакистану, што је повећало сумње у тачност описивања и ареала распрострањења ове врсте.
Почетком друге деценије 21. века, почеле су да се појављују бројне примедбе о различитости између примерака врсте Strix butleri забележених у различитим деловима Средњег истока — како у перју, тако и у оглашавању. Коначно, године 2015. објављена је студија интернационалне групе орнитолога. Ова студија је, базирајући се на морфометријским и генетским анализама, установила да су разлике између различитих популација врсте забележених у Египту и Израелу, са једне стране, и у Оману, Јужном Пакистану и Ирану, са друге стране, довољно велике да се ове две популације третирају као различите врсте.
Све до 2015. године врста је била позната под научним називом Strix butleri, али су тада студије показале да холотип врсте Strix butleri заправо није био припадник ове врсте, већ вероватније оманске сове, која је 2013. године описана као нова врста — S. omanensis. Због алоцирања врсте Strix butleri у оманску сову, велики број врста остао је без имена, па је аутор студије ову врсту назвао S. hadorami, по израелском орнитологу Хадораму Ширихаију и дао јој ново колоквијално име — пустињска шумска сова, које је касније скраћено од стране неких аутора на пустињска сова.

## Изглед и понашање
Укупна дужина тела пустињске шумске сове износи 320 милиметара, реп јој је дугачак 142 милиметра и има распон крила од 249 милиметара. Полни диморфизам практично не постоји — женке су само незнатно веће од мужјака. Горњи део тела је углавном сивкасто браон боје, врат и глава су боје песка — окер или бледе браон боје — са тамним браон мрљама. Фацијални диск је прљаво бео, док испод и изнад очију има светлу браон ивицу. Реп и летно перје је окер боје са тамним браон шарама. Перје на доњем делу тела је светлије, са бледим, светло браон тоновима, готово без тамних шара, али са ободом боје рђе у предњем делу тела. Перје на доњем делу тела, поготово оно испод крила, готово је беле боје, док је перје на ногама прљаво бело.
Пустињска шумска сова живи у стеновитим пустињским областима које обилују стеновитим површинама, најчешће у дубоким клисурама и каналима, користећи клифове у стенама за гнездо. Насељава надморске висине од нивоа мора — у јужном Оману и око Мртвог мора — до 2.800 метара — на југозападу Саудијске Арабије. Период парења у Израелу траје од марта до августа, док се у јужнијим областима парење одвија раније — у Оману се у марту већ завршава удварање, док се полагање јаја на Арабијском полуострву врши од почетка фебруара до краја априла. Женка полаже 3—5 јаја, а период инкубације траје 34—39 дана. Младунци остају у гнезду 30—40 дана након излегања. Исхрана јој се састоји од глодара и малих инсективорних сисара, ређе од гуштера, птица и зглавкара — скорпиона, буба и скакаваца.

## Распрострањеност
На основу анализа музејских примерака и фотографија, већина познатих популација претходно приписаних врсти Strix butleri, изузев типичних примерака, могу се сматрати популацијама врсте S. hadorami. Стога, ареал пустињске шумске сове укључује арапске пустиње у Египту, синајске пустиње и планине око манастира Свете Катарине, јужни и источни Израел (Негевска и Јудејска пустиња, на најмање 76 забележених локација), источну обалу реке Јордан и пустињу Вади Рум на југоистоку Јордана, западну Саудијску Арабију и раштркане локације у северним, североисточним и централним деловима земље, источне и југозападне делове гуверната Дофар у Оману и, вероватно, Јемен. У северном Оману живи врста S. omanensis — оманска сова — која можда представља синоним за врсту Strix butleri или неку њену подврсту.
С обзиром да је врста описана тек 2015. године, она још увек није добила једногласно признање. Иако је врста S. hadorami већ представљена у таксономској бази Националног центра за биотехнолошке информације (NCBI), још увек није обрађивана у посебном одељку Црвене књиге и није јој додељен статус конзервације. Укупна популација на Арабијском полуострву процењена је на око 3.000 одраслих парова; на територији Израела је током 1980-их година било око 200 парова, али је последњих година број јединки у паду због уништавања станишта. Популација S. hadorami је нарочито у Јудејској пустињи декласирана на четири од претходно забележених десет локација у сувим речним долинама.